# Jiliapan, Puebla
Jiliapan är en ort i Mexiko.   Den ligger i kommunen Acateno och delstaten Puebla, i den sydöstra delen av landet, 210 km öster om huvudstaden Mexico City. Jiliapan ligger 157 meter över havet och antalet invånare är 734.
Terrängen runt Jiliapan är platt österut, men västerut är den kuperad. Runt Jiliapan är det tätbefolkat, med 308 invånare per kvadratkilometer. Närmaste större samhälle är Martínez de la Torre, 13,5 km öster om Jiliapan. Omgivningarna runt Jiliapan är en mosaik av jordbruksmark och naturlig växtlighet.